# Alaska Route 10

Verlauf der Route 10 (Mittelstück zw. Miles Glacier Bridge und Chitina nicht realisiert)

Der Alaska Route 10 besteht aus zwei nicht miteinander verbundenen Straßenabschnitten im Süden des amerikanischen Bundesstaats Alaska, die beide am Copper River enden.
Der südliche Abschnitt, der Copper River Highway, führt von der 2nd Street in Cordova entlang der Pazifikküste in östlicher Richtung zur Mündung des Copper River, überquert diese und verläuft ein kurzes Stück flussaufwärts bis zur Miles Glacier Bridge (Million Dollar Bridge). Die Straße hat eine Länge von 79,7 km (49,5 mi).
Der nördliche Abschnitt, der Edgerton Highway, zweigt bei Meile 82,5 des Richardson Highways, 30 km südlich von Copper Center, nach Osten ab. Er führt entlang dem Tonsina River zum Copper River und ein Stück entlang dem Westufer flussabwärts bis zur McCarthy Road in Chitina (Länge 53 km / 33 mi).